# Astaracium
Das Astaracium ist eine regionale Stufe im terrestrischen Neogen Europas. Sie entspricht den Zonen MN 6 und 7/8 der europäischen Landsäugetier-Chronologie (ELMMZ = „European Land Mammal Mega-Zones“). Sie wird vom Orleanium unterlagert und vom Vallesium überlagert. 

## Geschichte und Typlokalität
Die Stufe ist nach der alten Grafschaft Astarac benannt. Das Gebiet liegt heute im nördlichen Teil des Départements Hautes-Pyrénées (Frankreich). Die Typlokalität, die Fossillagerstätte Sansan, liegt im Val de Gers (Frankreich).

## Definition
Die Untergrenze ist durch das Einsetzen der Großsäugetiergattungen Tethytragus, Hispanomeryx, Euprox und Listriodon definiert. Bei den Kleinsäugetieren sind es die Arten Megacricetodon crusafonti, Megacricetodon gersi. Die Stufe endet (bzw. das Vallesium beginnt) mit dem Erstauftreten der Gattungen Hippotherium, Decennatherium und Machairodus (Großsäugetiere) sowie von Cricetulodon bei den Kleinsäugern. Die Stufe wird mit den chronostratigraphischen Stufen des Langhium, des Serravallium und dem untersten Teil des Tortonium korreliert. Dies entspricht in der Geochronologie dem Zeitraum von 15 bis 11,1 Millionen Jahren.

## Untergliederung
Die Stufe wird in drei Biozonen MN 6 bis 8 untergliedert, wobei die Zonen 7/8 meist zusammengefasst werden. Gelegentlich wird die Stufe auch in ein Unteres und Oberes Astaracium unterteilt, wobei das untere Astaracium der Biozone MN 6 und das obere Astaracium der Biozone 7/8 entspricht.